# Maracaibo
Maracaibo ist eine Hafenstadt am Lago de Maracaibo im Nordwesten des südamerikanischen Landes Venezuela. Sie ist die Hauptstadt des Bundesstaats Zulia, ist mit über zwei Millionen Einwohnern nach Caracas das Zentrum des zweitgrößten Ballungsgebiets des Landes und gehört zu den größten Städten der Karibik.

## Geografie
Die Stadt liegt am westlichen Ufer einer 8 km breiten Meerenge, Canal de San Carlos, die den Maracaibosee im Süden mit dem nördlich gelegenen Golf von Venezuela und damit mit der Karibik verbindet. Diese Meerenge wird von der 9 Kilometer langen General-Rafael-Urdaneta-Brücke überquert.
Am anderen Ufer, südöstlich von Maracaibo, liegt in 20 km Entfernung die Stadt Cabimas.
Im Norden der Stadt erstreckt sich die Guajira-Halbinsel, die zum größten Teil zum Nachbarland Kolumbien gehört. Die Grenze Kolumbiens ist im Westen und Norden nur 100 km von Maracaibo entfernt. 250 km östlich liegt die Stadt Coro.
Das Klima der Stadt ist semiarid, und die Tageshöchsttemperaturen liegen übers Jahr gesehen recht konstant zwischen 29 und 32 °C. Maracaibo ist die heißeste Stadt Venezuelas und wird von September bis November von Regenfällen heimgesucht.
|                       | Jan  | Feb  | Mär  | Apr  | Mai  | Jun  | Jul  | Aug  | Sep  | Okt  | Nov  | Dez  |   |      |
| Mittl. Tagesmax. (°C) | 31,8 | 31,9 | 32,2 | 32,5 | 33,1 | 33,4 | 33,6 | 33,9 | 32,6 | 32,8 | 32,4 | 32,1 | ⌀ | 32,7 |
| Mittl. Tagesmin. (°C) | 23,4 | 23,8 | 24,2 | 25,0 | 25,4 | 25,5 | 25,2 | 25,4 | 25,1 | 24,9 | 24,7 | 24,1 | ⌀ | 24,7 |
|                       |      |      |      |      |      |      |      |      |      |      |      |      |   |      |
| Niederschlag (mm)     | 6    | 2    | 6    | 28   | 60   | 53   | 29   | 53   | 57   | 107  | 60   | 10   | Σ | 471  |
|                       |      |      |      |      |      |      |      |      |      |      |      |      |   |      |
| Sonnenstunden (h/d)   | 8,6  | 8,6  | 7,9  | 6,1  | 5,8  | 6,7  | 7,9  | 7,5  | 6,4  | 5,9  | 6,8  | 7,7  | ⌀ | 7,2  |
|                       |      |      |      |      |      |      |      |      |      |      |      |      |   |      |
| Regentage (d)         | 0    | 0    | 0    | 2    | 6    | 5    | 5    | 5    | 6    | 8    | 6    | 1    | Σ | 44   |
|                       |      |      |      |      |      |      |      |      |      |      |      |      |   |      |
| Wassertemperatur (°C) | 27   | 27   | 28   | 28   | 29   | 30   | 30   | 31   | 30   | 30   | 30   | 28   | ⌀ | 29   |
|                       |      |      |      |      |      |      |      |      |      |      |      |      |   |      |
| Luftfeuchtigkeit (%)  | 75   | 75   | 74   | 75   | 77   | 75   | 75   | 74   | 75   | 78   | 77   | 77   | ⌀ | 75,6 |

| 23,4 |

| 23,8 |

| 24,2 |

| 25,0 |

| 25,4 |

| 25,5 |

| 25,2 |

| 25,4 |

| 25,1 |

| 24,9 |

| 24,7 |

| 24,1 |

| 23,4 |

| 23,8 |

| 24,2 |

| 25,0 |

| 25,4 |

| 25,5 |

| 25,2 |

| 25,4 |

| 25,1 |

| 24,9 |

| 24,7 |

| 24,1 |

## Verkehr
2006 wurde eine U-Bahn-Linie (die Metro del Sol Amado) mit 6 Stationen eröffnet. Der weitere Ausbau ist geplant. Den größten Teil des öffentlichen Nahverkehrs bewältigen Busse: neben Linienbussen (Bus) gibt es mittelgroße Busse (Buseta) und Kleinbusse, die Microbus oder Colectivo genannt werden.

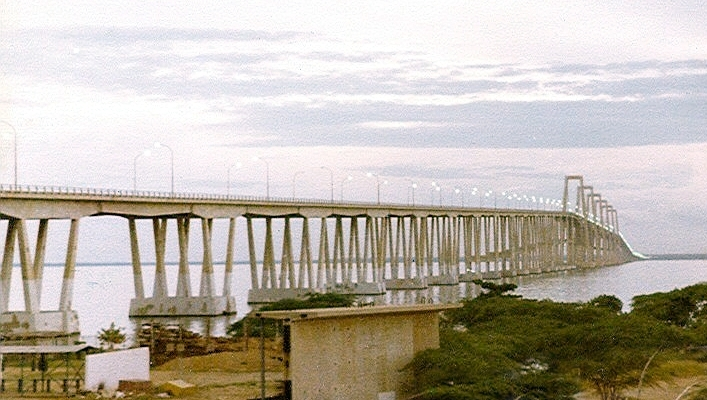
General-Rafael-Urdaneta-Brücke 1970

Der internationale Flughafen Maracaibo (Aeropuerto Internacional La Chinita) (MAR) befindet sich ca. 15 km entfernt von der Stadtgrenze in südwestlicher Richtung. Er bietet Verbindungen mit Bogotá, Miami, Panama-Stadt sowie zu Caracas und weiteren venezolanischen Städten.
Die 2001 gegründete Fluggesellschaft Venezolana hat ihren Sitz in Maracaibo.
Ein Großteil des venezolanischen Ölhandels wird über den Hafen Maracaibos abgewickelt.

## Kultur
Die Maracuchos sind sehr stolz auf ihre Stadt und ihre Kultur. Indianische Einflüsse sind überall greifbar. Die meisten Einwanderer kamen aus Spanien, besonders Andalusien, daneben aber auch aus Italien und Deutschland. Die Gaita Zuliana, eine ursprünglich zu Weihnachten gespielte Musik, verband sich mit anderen Musikstilen.
In der Stadt ist Baseball (Verein: Águilas del Zulia), Fußball (UA Maracaibo und Zulia FC) und Basketball (Gaiteros del Zulia) beliebt.
Das Estadio José Encarnación Romero ist ein Multifunktionsstadion für 42.000 Zuschauer, das überwiegend für Fußballspiele genutzt wird.

## Geschichte

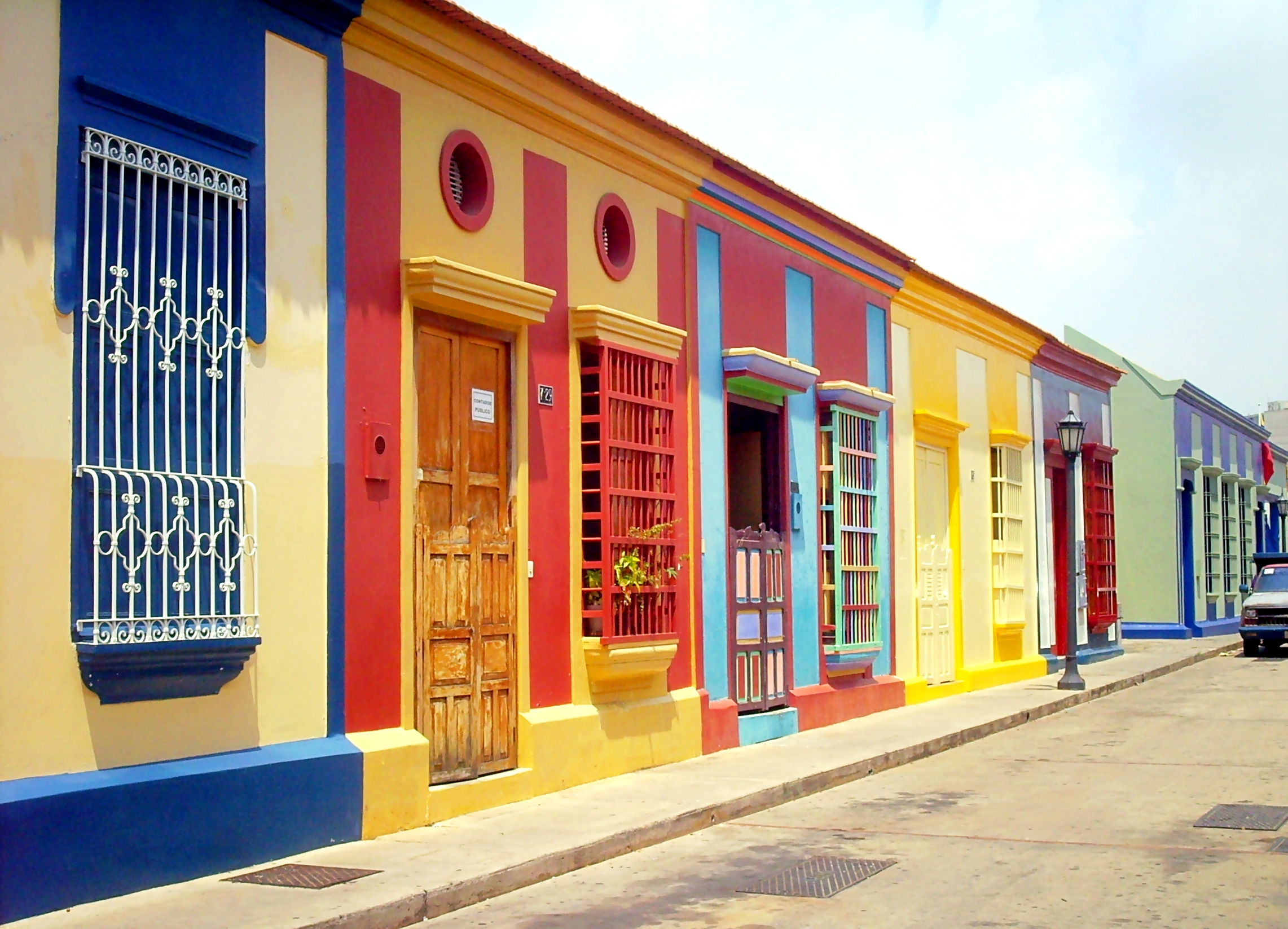
Calle Carabobo

Die ersten Siedlungen in der Gegend wurden von Arawak und Kariben errichtet.
Maracaibo wurde am 8. September 1529 vom damaligen Gouverneur von Klein-Venedig, Ambrosius Alfinger (oder Ehinger), als Neu-Nürnberg gegründet. Entsprechende Dokumente von 1555, die von dem Priester Juan de Robledo stammen, wurden erst 1938 wiederentdeckt. Die Siedlung wurde aber nicht als Stadt anerkannt, da sie kein Rathaus besaß und politisch-juristisch von Coro abhängig war. Die teilweise verwendete Bezeichnung „Villa de Maracaibo“ geht auf einen gleichnamigen Coquibacoa-Häuptling zurück. Die Siedlung lag wahrscheinlich weiter nördlich des heutigen Maracaibos, auf der Guajira-Halbinsel, und wurde 1535 aufgrund der zunehmenden Feindseligkeit der indigenen Bevölkerung wieder aufgegeben.
Am 4. August 1569 wurde Maracaibo als Ciudad Rodrigo de Maracaibo zum zweiten Mal gegründet, diesmal vom Trujillo-Gouverneur Alonso Pacheco mit Zustimmung des General-Kapitäns von Venezuela, Don Pedro Ponce de León. Ein Rathaus wurde gebaut und damit der Status einer Stadt erreicht, aber 1573 verließ die Bevölkerung – gerade mal 30 Familien – den Ort wieder.
Ein Jahr später gründete Pedro Maldonado die Stadt mit 35 Menschen zum dritten Mal. Ihr Name Nueva Zamora de la Laguna de Maracaibo verweist auf Zamora in Spanien, dem Geburtsort von Gouverneur Diego de Mazariego, dem Maldonado unterstand.
1667 überfiel der Pirat François l’Olonnais die Stadt. Die Bevölkerung sah sich mehrere Wochen lang massiven Übergriffen ausgesetzt, es kam zu Plünderungen, Vergewaltigungen und anderen Drangsalierungen. Im März 1669 erfolgte ein weiterer Piratenüberfall durch Henry Morgan.
1810 schloss sich die Provinz Maracaibo nicht der ersten Republik von Venezuela an, sondern verhielt sich loyal zu Spanien. 1821 kam es zu Kämpfen zwischen den Royalisten unter Francisco Tomás Morales und den Anhängern der Unabhängigkeit unter Rafael Urdaneta, die 1823 gewannen.
Eine lange Zeit war die Stadt nur per Fähre mit dem Rest von Venezuela verbunden, Kolumbien war einfacher zu erreichen. Diese Isolation förderte Bestrebungen nach einem von Venezuela unabhängigen Staat, genannt La República Independiente del Zulia, zu dem es jedoch nie kam. Im Juni 1862 kam es in Maracaibo zu Aufständen und am 20. August 1862 übernahmen die föderalistischen Putschisten Venancio Pulgar und Jorge Sutherland die Macht. Auch sie hatten zunächst separatistische Ziele. Im März 1863 schlossen sie sich jedoch den Föderalisten von Juan Crisóstomo Falcón an.
Maracaibo blühte mit der steigenden Nachfrage des damaligen Luxusguts Kaffee aus den Bergregionen Venezuelas auf. Die fünf deutschen Häuser des Kaffeehandels, die sich daraufhin in Maracaibo ansiedelten, zählten bis zum Staatsstreich zu den bedeutendsten Unternehmen Venezuelas. Die wichtigste Person der Stadt war der Chef des Hauses „Montovio Minlos & Unternehmen“. Emil Minlos bekleidete von 1858 bis 1866 das dortige Amt des königlich preußischen Konsuls. Ein schweres Erdbeben im Maracaibo-See erschütterte den dortigen Kaffeehandel 1865 nur kurzfristig.
1962 wurde die General-Rafael-Urdaneta-Brücke über den Maracaibo-See eröffnet; damit war Maracaibo auch über den Landweg vom östlichen Venezuela her erreichbar.
Heute besteht die Stadt aus dem nördlichen Maracaibo und dem südlichen, 1995 gegründeten San Francisco.

## Sehenswertes

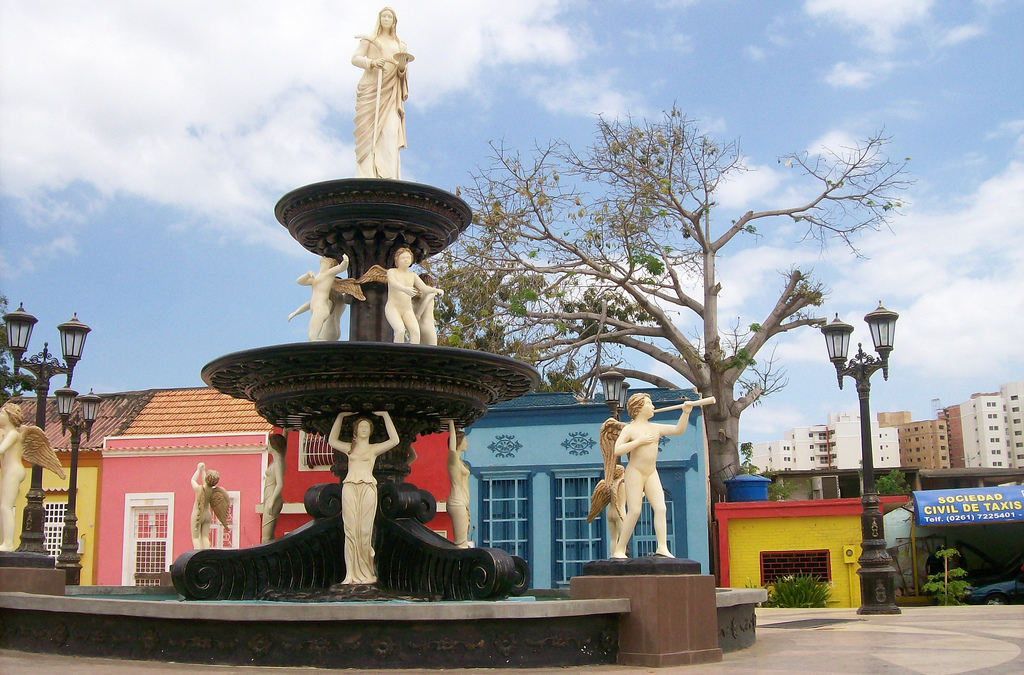
Santa Lucía

Die Kirche „La Chinita“ ist ein berühmter Wallfahrtsort, dort soll einer Frau am Platze auf ihrem Waschbrett die heilige Jungfrau Maria erschienen sein. Das Brett dekoriert heute noch den Altar und wird täglich von hunderten Gläubigen besucht.

## Universitäten
Die 1891 gegründete Zulia-Universität („La Universidad del Zulia“, LUZ) bildet die größte von fünf staatlichen und privaten Universitäten (z. B. URBE und URU).

## Söhne und Töchter der Stadt

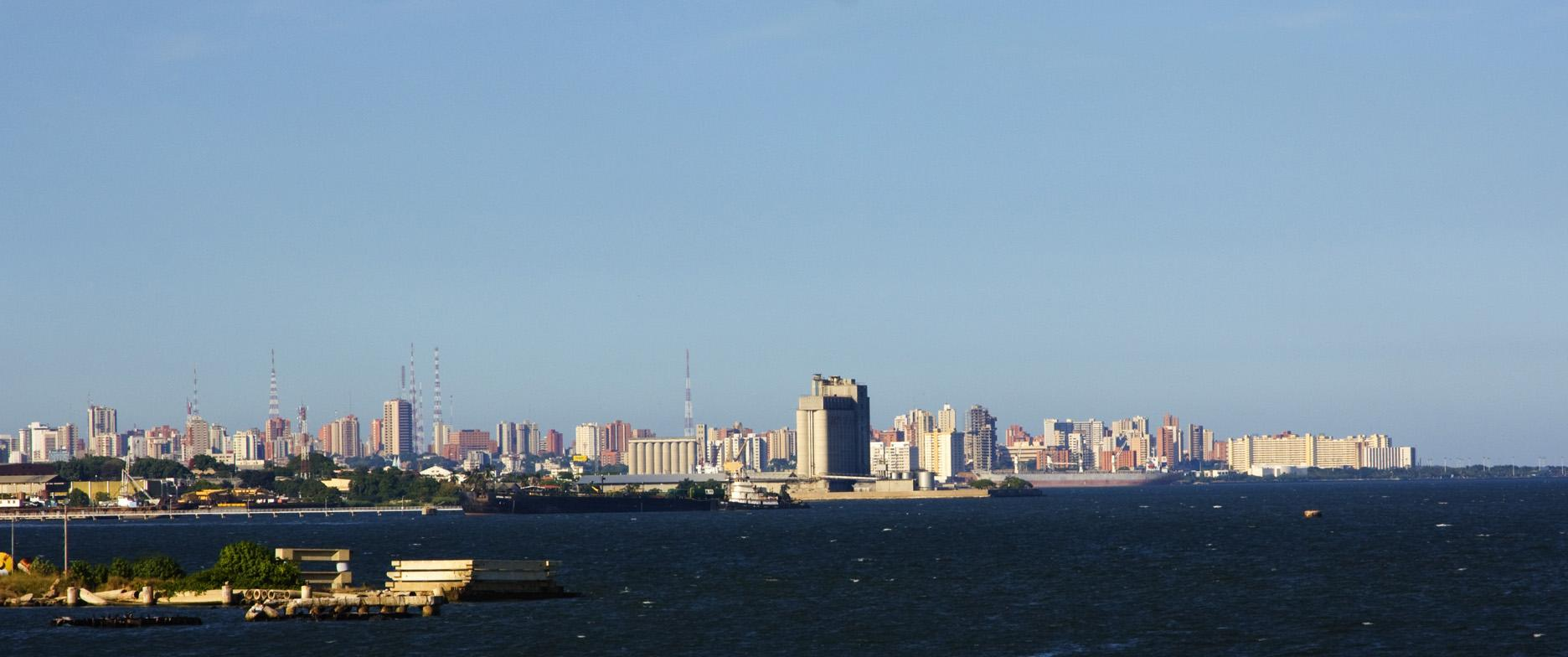
Panorama von Maracaibo

- Neiker Abello (* 2000), kolumbianischer Sprinter
- Ricardo Aguirre (1939–1969), Komponist und Sänger
- Luis Aparicio (* 1934), Baseballspieler
- Rafael María Baralt (1810–1860), Diplomat und Schriftsteller
- Héctor Barinas (1935–1979), Sänger und Komponist
- Evert Bastet (* 1950), kanadischer Segler
- Eduard Bermúdez (* 1984), Boxer
- Asnoldo Devonish (1932–1997), Leichtathlet
- Cheo García (1926–1994), Sänger
- Christian Kerez (* 1962), Schweizer Architekt
- Yoleida Lara (* 1985), Fußballschiedsrichterassistentin
- Daniela Larreal (1973–2024), Radrennfahrerin
- Ninibeth Leal (* 1971), Miss World 1991
- Juan Leiva (1932–1983), Sprinter und Hürdenläufer
- Roberto Lückert León (1939–2024), Erzbischof
- Massimo Margiotta (* 1977), venezolanisch-italienischer Fußballspieler
- José Andrés Martínez (* 1994), Fußballspieler
- Armando Molero (1900–1971), Liedermacher
- Carlos Caridad Montero (* 1967), Filmproduzent
- Memo Morales (1937–2017), Sänger
- Humberto Fernández Morán (1924–1999), Wissenschaftler
- Nicolás Gregorio Nava Rojas (* 1963), römisch-katholischer Geistlicher, Bischof von Machiques
- Edgar Peña Parra (* 1960), römisch-katholischer Geistlicher, Kurienerzbischof
- Felipe Pirela (1941–1972), Sänger
- Andrés Ponce (* 1996), Fußballspieler
- Fabiola Ramos (* 1977), Tischtennisspielerin
- Leo Rafael Reif (* 1950), US-amerikanischer Elektroingenieur und Hochschullehrer
- Rafael Romero (1938–2021), Leichtathlet
- Clark Ross (* 1957), kanadischer Komponist, Gitarrist und Musikpädagoge
- Helizandro Terán Bermúdez (* 1965), römisch-katholischer Ordensgeistlicher, Erzbischof von Mérida
- Alfredo Enrique Torres Rondón (* 1950), katholischer Geistlicher, Bischof von San Fernando de Apure
- Daniele Schneider-Wessling (1959–1994), deutsche Bühnen- und Kostümbildnerin
- Ernesto Soto (1943–1995), Autorennfahrer
- Nercely Soto (* 1990), Sprinterin
- Mónica Spear (1984–2014), Schauspielerin und Schönheitskönigin
- Mario Suárez (1926–2018), Sänger
- Rafael Urdaneta (1788–1845), Held des Unabhängigkeitskrieges
- Vivian Urdaneta (* 1979), Miss International 2000
- Jorge Valdivia (* 1983), chilenischer Fußballspieler
- Raúl Vale (1944–2003), mexikanischer Sänger, Komponist und Schauspieler

Der Hochstapler und Schriftsteller Harry Domela starb wahrscheinlich um 1978 in Maracaibo.

## Besonderheiten
Maracaibo diente als Kulisse für den Film Zwei Missionare mit den Darstellern Bud Spencer und Terence Hill.
Des Weiteren wird die Stadt auch häufig in Piratenfilmen erwähnt, wo sie entweder als Sitz von spanischen Gouverneuren oder als Piratenzuflucht dient.

## Partnerstädte
Maracaibo hat folgende siebzehn Partnerstädte:
| Stadt                   | Land                    |
| ----------------------- | ----------------------- |
| Barranquilla            | Kolumbien               |
| Bremen                  | Deutschland             |
| Cali                    | Kolumbien               |
| Campinas                | Brasilien               |
| Durban                  | Südafrika               |
| Girardot                | Venezuela               |
| Guadalajara             | Mexiko                  |
| Guayaquil               | Ecuador                 |
| Honolulu                | Vereinigte Staaten      |
| Isfahan                 | Iran                    |
| Miami                   | Vereinigte Staaten      |
| Mobile                  | Vereinigte Staaten      |
| Monterrey               | Mexiko                  |
| New Orleans (seit 1998) | Vereinigte Staaten      |
| Ploiești                | Rumänien                |
| Riohacha                | Kolumbien               |
| San Juan                | Puerto Rico             |
| Taichung                | Republik China (Taiwan) |
| Tainan                  | Republik China (Taiwan) |